# Hans Leinberger
Hans Leinberger, též Lemberger (* kolem 1475/1480 – 1531 nebo později) byl pozdně gotický sochař, řezbář a grafik působící v oblasti Altbayern (Staré Bavorsko).

## Život
O místě narození a životě před rokem 1510, kdy je Leinberger poprvé zaznamenán v Landshutu jako "Maister Hanns pildschnitzer", není nic známo. Od roku 1516 pracoval pro bavorského vévodu Ludwiga X. z rodu Wittelsbachů, který spoluvládl se svým bratrem, dolnobavorským vévodou Wilhelmem IV. Záznamy o mzdě z let 1529/30 nasvědčují, že zastával pozici jako dvorní umělec, ale nezachovala se žádná Leinbergerova díla z té doby. Roku 1535 je jako občan Mnichova uváděn jistý „Hannsen pildschnitzer von Lanndßhut“.
S Hansem Leinbergerem byl pravděpodobně v příbuzenském vztahu (bratr ?) malíř a řezbář Georg Lemberger, který rovněž žil v Landshutu a mohl se vyučit v jeho dílně.

## Dílo

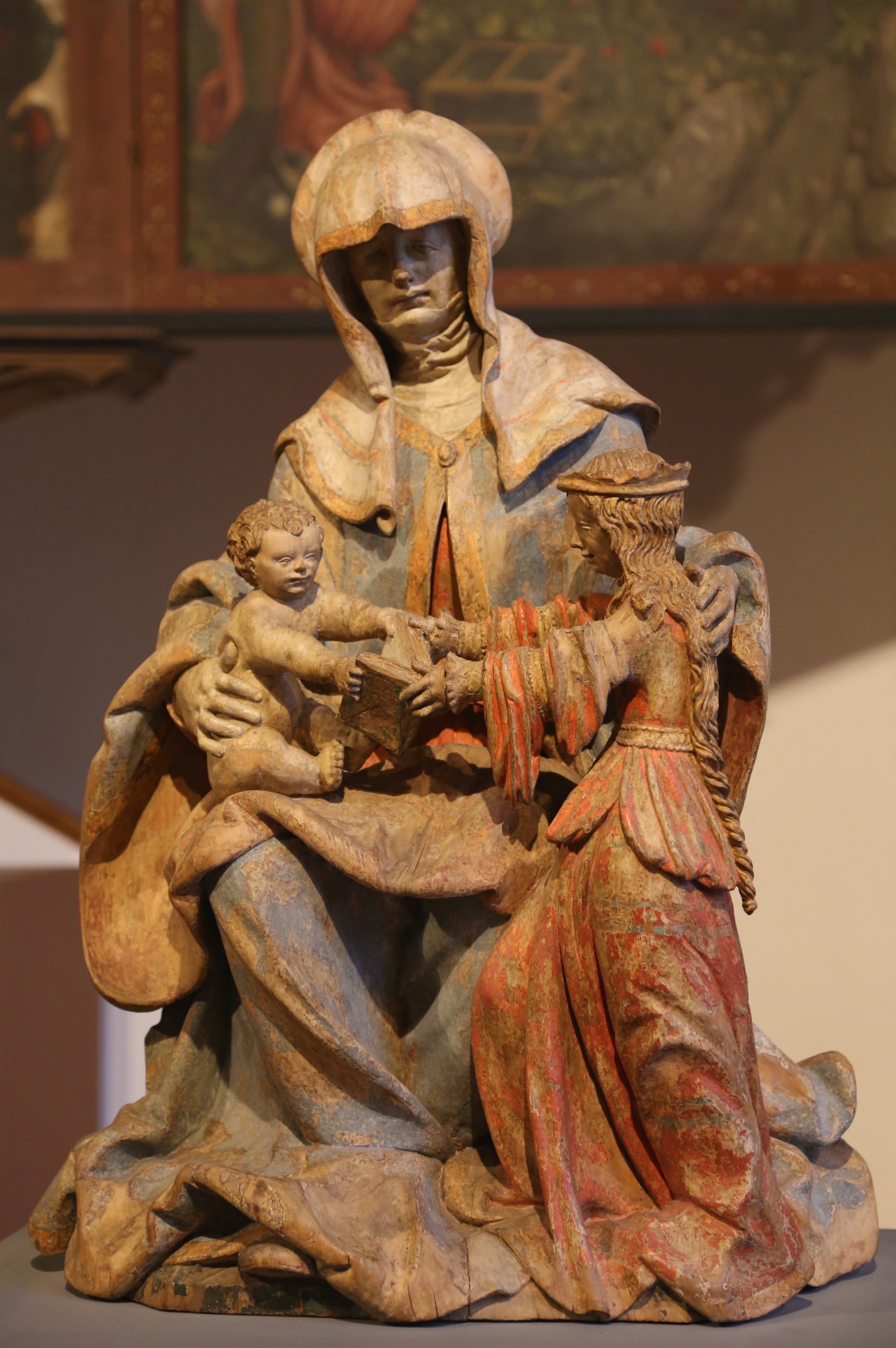
Sv. Anna samotřetí

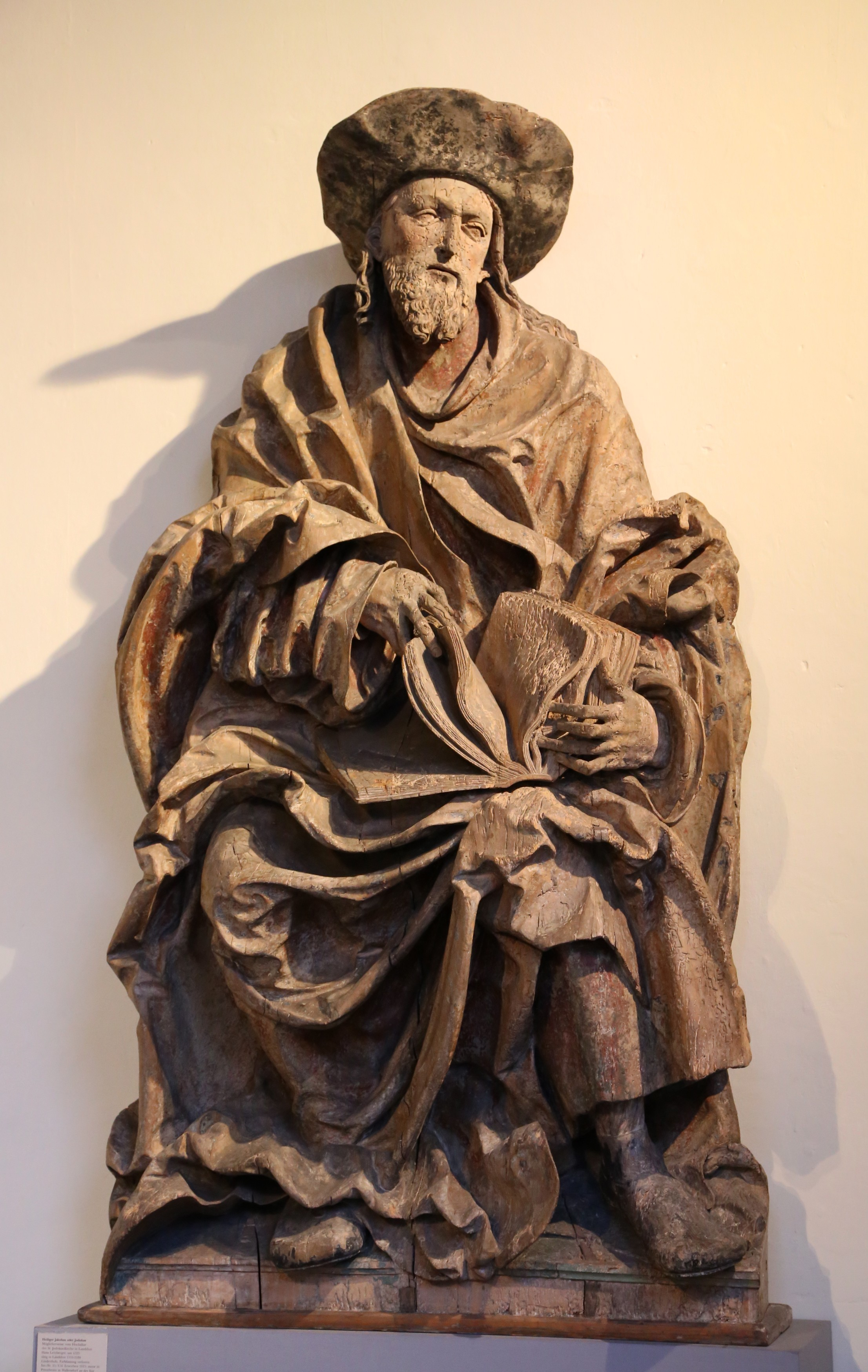
Sv. Jošt (Jodocus)

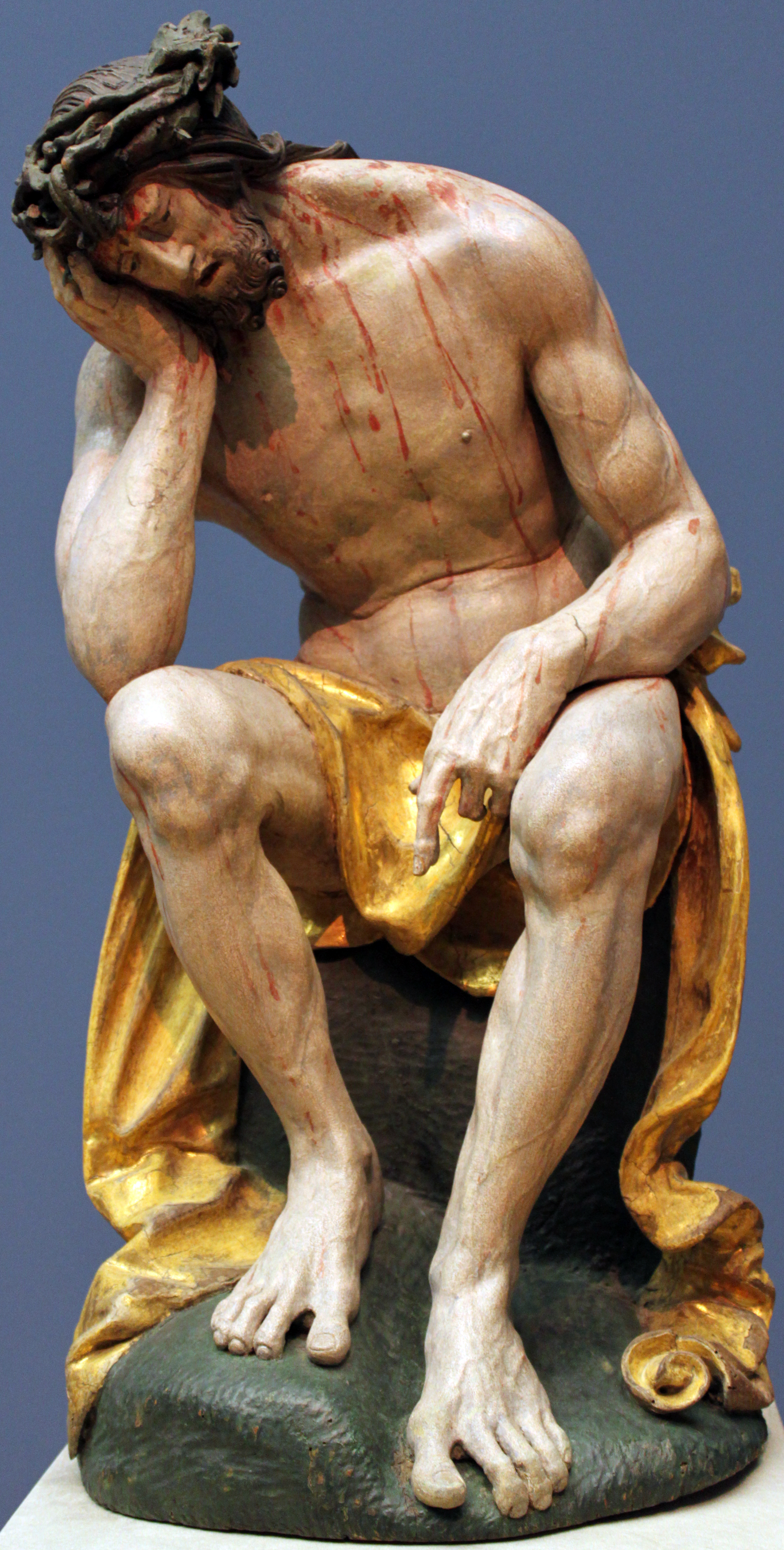
Odpočívající Kristus

Nejznámějším Leinbergerovým dílem je hlavní oltář v kostele sv. Haštala (St. Castullus) v Moosburgu (Moosburg an der Isar) z roku 1514, který je největším zachovaným pozdně gotickým oltářem v Bavorsku (upraveným v baroku). Oltář ve tvaru obří monstrance má ve středu sochu Panny Marie mezi sv. Haštalem a sv. Jindřichem a křídla s reliéfními scénami ze života sv. Haštala.
V témže roce vytvořil podle kresby Albrechta Dürera sochu bavorského vévody Albrechta IV. Bavorského pro dvorní kostel (německy: Hofkirche) císaře Ferdinanda I. v Insbrucku.
Vliv Hanse Leinbergera přesahoval z Bavorska do regionu Inn-Salzach a Dolních Rakous. Spolupracoval s čelným představitelem dunajské školy Albrechtem Altdorferem v Regensburgu.

### Známá díla (výběr)
- kolem 1510 Sv. Anna samotřetí, Bayerisches Nationalmuseum, Mnichov
- 1514 Hlavní oltář v kostele sv. Haštala, Moosburg (značně upraven v baroku)[3]
- 1514 socha bavorského vévody Albrechta IV. Bavorského, Hofkirche, Insbruck
- 1515 Trůnící Madona, Bayerisches Nationalmuseum, Mnichov
- 1516/18 Madona, kostel sv. Martina, Landshut
- 1520 Sv. Maří Magdalena, Bayerisches Nationalmuseum, Mnichov
- 1525 sv. Jošt (Jodok), Bayerisches Nationalmuseum, Mnichov
- 1525 Odpočívající Kristus, Bodemuseum Berlin
- Madona, Kristus bolestný, Liebfrauenkirche, Polling, Weilheim-Schongau
- 1535 Oplakávání Krista, Kaiser Friedrich Museums [4]